# Schaapmoor
Das Schaapmoor ist ein Naturschutzgebiet in den niedersächsischen Gemeinden Sögel und Groß Berßen in der Samtgemeinde Sögel im Landkreis Emsland.
Das Naturschutzgebiet mit dem Kennzeichen NSG WE 236 ist 210 Hektar groß. Es liegt im Hümmling südlich von Sögel im Niederungsbereich der Nordradde.
Das Schutzgebiet stellt ein Mosaik aus Feuchtgrünland, Feuchtbrachen und Bruchwäldern unter Schutz. Durch die Unterschutzstellung soll auch eine Extensivierung bzw. eine Nutzungsaufgabe und Vernässung der Grünlandflächen erreicht werden.
Das Gebiet steht seit dem 5. Februar 2000 unter Naturschutz. Zuständige untere Naturschutzbehörde ist der Landkreis Emsland.